# Lamellisphecia
Lamellisphecia is een geslacht van vlinders uit de familie wespvlinders (Sesiidae), onderfamilie Sesiinae.
Lamellisphecia is voor het eerst wetenschappelijk beschreven door Kallies & Arita in 2004. De typesoort is Lamellisphecia haematinea.

## Soorten
Lamellisphecia omvat de volgende soorten:
- Lamellisphecia champaensis Kallies & Arita, 2004
- Lamellisphecia haematinea Kallies & Arita, 2004
- Lamellisphecia sumatrana Fischer, 2005
- Lamellisphecia wiangensis Kallies & Arita, 2004
- Lamellisphecia xerampelina Kallies, 2011